# 朱觀燔
樂陵恭僖王朱觀燔（1502年—1572年），明朝魯藩第四代樂陵王，樂陵莊康王朱健概的嫡長子。

## 生平
嘉靖三十二年（1553年）四月，樂陵莊康王朱健概去世。嘉靖三十六年（1557年）七月，朱觀燔襲封樂陵王。
隆慶六年（1572年），朱觀燔去世，享年七十一歲，諡號恭僖。十八年後，嫡第二子樂陵長子朱頤𡍌襲爵。

## 家庭

### 妻
- 孔氏，嘉靖三十六年（1557年）七月冊為樂陵王妃[2]。

### 子
- 嫡第二子：輔國將軍→樂陵長子→樂陵裕穆王朱頤𡍌[6]